# Міклош Немет
Міклош Немет (угор. Németh Miklós; нар. 14 січня 1948, Монок, Угорщина) — останній прем'єр-міністр Угорської Народної Республіки з 23 листопада 1988 по 23 травня 1990 року. Був прихильником реформ, одним з найбільш впливових членів керівництва УСРП.
На посаді прем'єр-міністра ухвалив рішення дозволити біженцям з НДР переходити угорський кордон, щоб шукати політичного притулку в Західній Німеччині. Це рішення стало одним з детонаторів подій, які зрештою привели до падіння Берлінського муру 9 листопада 1989 року.
Після відходу у відставку з посади прем'єр-міністра в 1990 році Немет обіймав посаду віцепрезидента Європейського банку реконструкції та розвитку до 2000 року, потім повернувся назад до Угорщини.